# 虾须草
蝦鬚草（学名：Sheareria nana）为菊科虾须草属的植物，为中国的特有植物。分布在中国大陆的安徽、湖北、贵州、浙江、江苏、江西、湖南、广东、云南等地，生长于海拔250米至600米的地区，一般生于湖边草地、山坡、田边或河边沙滩上，目前尚未由人工引种栽培。

## 别名
沙小菊（钟氏考订名称）